# 伊萬·馬蒂奇
伊萬·馬蒂奇（德語：Ivan Martić；1990年10月2日—）是一位瑞士足球運動員。在場上的位置是右後衛。他現在效力於意大利足球甲級聯賽球隊維羅納足球俱樂部。他是一位波黑裔瑞士人。